# Левопадинский
Левопа́динский — хутор в Степновском районе (муниципальном округе) Ставропольского края России.
До 16 марта 2020 года входил в состав муниципального образования «Сельское поселение Степновский сельсовет».

## География
Расстояние до краевого центра: 231 км.
Расстояние до районного центра: 9 км.

## Население
| 1989 | 2002 | 2010 | 2014 |
| ---- | ---- | ---- | ---- |
| 251  | ↘241 | ↘156 | ↗200 |

По данным переписи 2002 года, в национальной структуре населения русские составляли 34 %, аварцы — 37 %.

## Инфраструктура
В 2024 году открыт ФАП.
В Левопадинском одна улица — Зелёная.
В хуторе есть общественное закрытое кладбище, расположенное примерно в 8,5 км от здания администрации сельсовета в селе Степном (пл. Ленина, 17).